# Flammkuchen

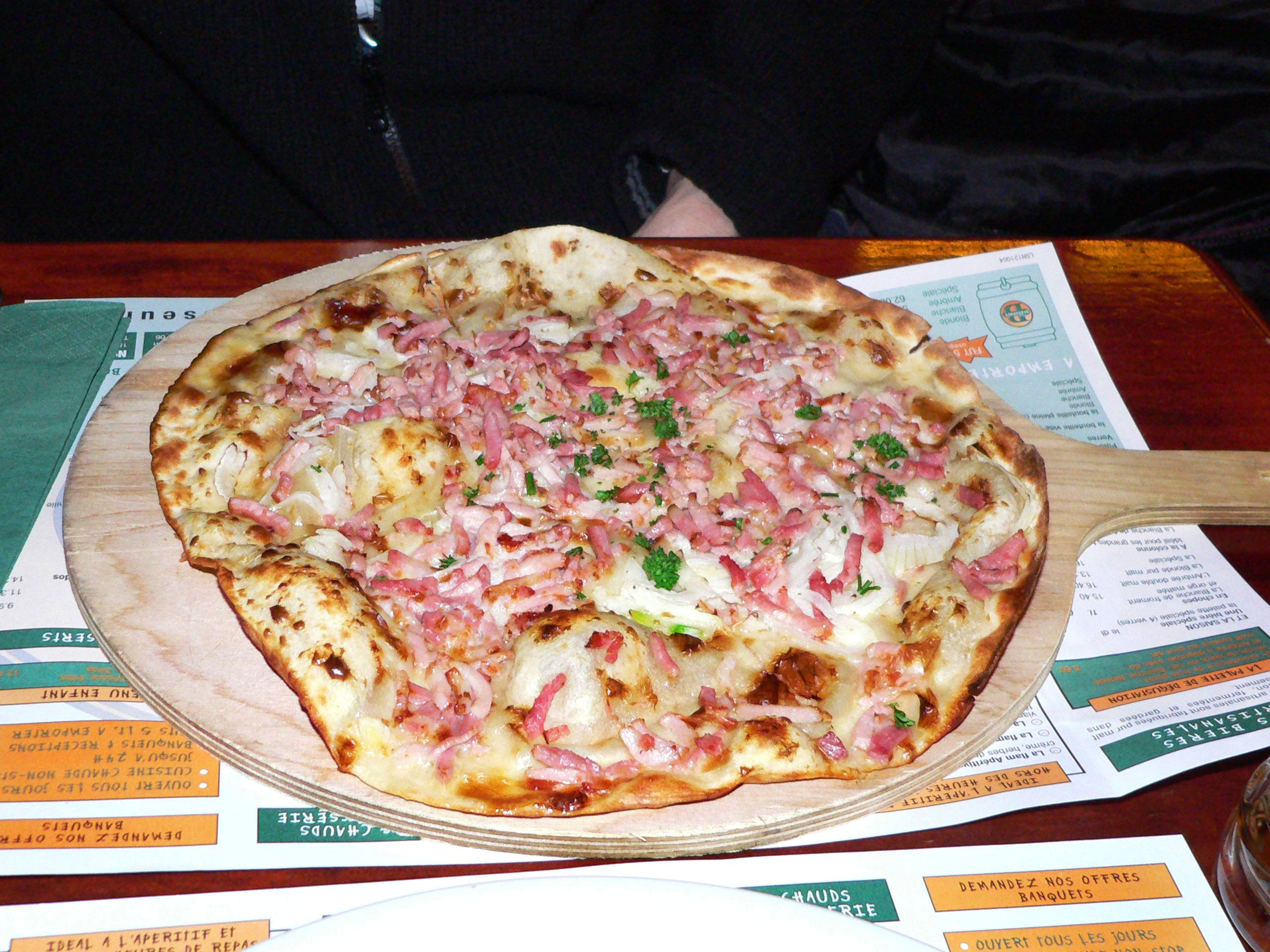
Flammkuchen tradicional con cebollas y panceta

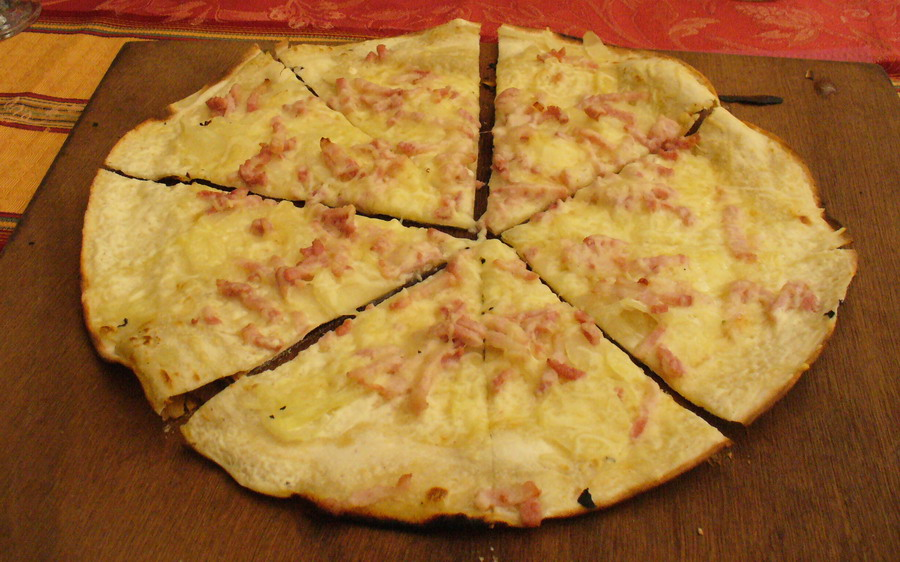
Flammkuchen con queso gratinado, recién salido del horno, cortado y listo para comer

Flammkuchen o Tarte flambée es una comida típica de la gastronomía de las regiones de Alsacia y Mosela (Francia), así como del Saarland, Palatinado y Baden (Alemania). En alsaciano es conocido como flàmmeküeche, en fráncico lorenés como flammkuche y en francés se traduce como tarte flambée.

## Ingredientes y preparación
La base del flammkuchen es una fina masa de pan, elaborada con harina y agua, sobre la que se colocan otros alimentos; tradicionalmente cebolla cruda, panceta y, según las regiones, nata fresca o queso blanco fresco, que suele estar un poco condimentada. Los ingredientes se mezclan y se echan sobre la masa de pan en crudo, y luego se cuecen al horno fuerte durante diez a quince minutos.

## Presentación
Se suele servir en la mesa sobre una tabla de madera y se come como una pizza, en trozos con la mano.
En una conocida cadena de restaurantes de flammkuchen, es típico que el camarero siga trayendo flammkuchen hasta que el cliente decida parar.[cita requerida]

## Historia
Según la tradición, el flammekueche apareció en los años 1900, cuando antes de meter el pan el horno, se ponía una fina capa de pan, como prueba, para tantear la temperatura adecuada para que luego el pan se cociera perfectamente sin quemarse. Esperando a que el horno consiguiera la temperatura correcta, se iba echando de vez en cuando una finísima capa de pan y se contaba el tiempo, las finas capas de pan debían cocerse en medio minuto exactamente, a partir de ese momento podían ya cocer los panes. Las finas tortas de pruebas no se tiraban y en algún momento surgió la idea de que se les podía poner lo que tenían más a mano, y sin ser muy caro, para aprovecharlas y conseguir otro producto que pudiera servir como un plato.
Es de este método de donde proviene el nombre de la flammekueche, que quiere decir "cocinado en las llamas" o "coca a las llamas". En alsaciano y fráncico lorenés, "Flamme" es el plural de "d' Flamm", y por eso en alemán se le llama también "Flammenkuchen" además de "Flammkuchen". La raíz germánica kuchen significa literalmente "torta", "pastel" en alemán.